# 水澤りこ
水澤 りこ（みずさわ りこ、1997年2月11日 - )は、日本のAV女優。バンビプロモーション所属。

## 略歴・人物
神奈川県出身。2016年4月、E-BODYの専属女優としてデビューした巨乳AV女優。
同年7月よりFitchの専属となり、10月で専属を離れる。
趣味・特技は料理。

## 出演作品

### アダルトDVD
2016年
- 将来は女子アナ?それともタレントさん? いえいえAV女優になっちゃったんです! ミスコン準グランプリのピチピチ肉感ボディ現役女子大生 E-BODY専属デビュー（4月13日、E-BODY）
- 絶頂82回!! ミスコン準グランプリ現役女子大生の豊満BODY 激イキ!初体験4本番（5月13日、E-BODY）
- フィッチ電撃移籍! 巨根の虜 激ピストンSpecial 爆乳と膣が欲しがるデカマラディープFUCK（7月1日、Fitch）
- 盗撮肉濡れマッサージ 〜失禁羞恥に悶える爆乳家庭教師〜（8月1日、Fitch）
- 緊縛奴隷孕ませオークション 〜爆乳体操選手の肉体に喰い込む麻縄〜（9月1日、Fitch）
- 絶頂と同時にアナルがヒクつくびしょ濡れデカ尻ファック（10月1日、Fitch）
- 水澤りこの爆乳劇場（11月2日、プラネットプラス）
- 母の見舞いに行った女子病棟は女だらけで男は僕一人! 2 カーテン越しのプリプリ尻に誘われて痴漢したら女たちも性欲もて余していて母が寝てる横でヤラレた! (11月10日、SWITCH) 共演:水野朝陽、花咲いあん、鶴田かな、宮崎あや、羽生ありさ
- 〜疲れたサラリーマンの味方〜 巨乳女医限定!! 派遣型中出しメンタルクリニック 3（11月11日、BAZOOKA）他出演:梨杏なつ、深美せりな、岡沢リナ
- 「中に出して…夫と子供には内緒」 自宅で愚痴聞き屋に中出しセックスをせがむ美人人妻たち 15（11月11日、S級素人）他出演:岡沢リナ、梨杏なつ
- 多重人格の僕の妻（11月13日、セレブの友）
- お金の為だと割り切って友達だけどSEXして下さい!! 8th（11月25日、DOC）他出演:峰エリ、瀬田奏恵、柚木彩花、あかね杏珠、長沢真美、桜咲姫莉
- 露出したキャバ嬢の胸が刺激的で見とれていると彼女が気づき、やたらと目を合わせてきたので… 3（11月25日、DOC）他出演:玉木くるみ、佐野あおい
- レズビアン解禁 初めてからレジェンド女優を責める（11月25日、セレブの友）共演:風間ゆみ
- 思わず●RECしたくなる着衣爆乳 ＜神＞祭り2016（12月8日、unfinished）共演:澁谷果歩、小西みか、由來ちとせ、西村ニーナ
- 近親相姦中出しソープ 初めての熟女風俗、指名したら母ちゃんだった（12月19日、ヴィーナス）
- ママチャリ奥さん! 童貞くんのお悩み解決してくれれば即賞金!!!（12月23日、DOC）※「れいこ」名義　他出演:あすか、みほ、さや、みほ、あきら、まゆみ

2017年
- はだかの家政婦 全裸家政婦紹介所 水澤りこ（1月1日、プラネットプラス）
- 妻が夫の留守中に若いイケメンを家に連れ込む3日間 〜丁寧な愛撫でトコトン楽しみイった後も結合したまま抱き合って繰り返しセックス〜（1月19日、ヴィーナス）
- モニタリング 男女の友情は成立するという女子×親友 誘惑ミッションを襲われずにクリア出来たら100万円! 友達だと思っていた子の女の顔を見たとき親友は野獣に代わってしまうのか?（1月19日、SODクリエイト）※「りな」名義　他出演:かおり、ゆみこ、みさ
- 自慰快楽レズビアン（1月19日、エンペラー）共演:風間ゆみ　他出演:吹石れな、羽田璃子、松井優子、加藤ツバキ、跡美しゅり、江上しほ、憂希澪、峰エリ、児玉るみ、藍田さとみ、加納綾子、上村みなみ
- 射精我慢! 一流AV女優達による魅惑の凄技に我慢できたらご褒美SEX!! 夢の特訓場 おチ○ポ強化虎の穴 一流女優10名出演 8SEX 16発射!（2月2日、SODクリエイト）他出演:なごみ、篠田ゆう、佳苗るか、本田岬、桜ちなみ、橘咲良、上原花恋、小野寺梨紗、平川莉沙
- スケベな親子がエッチなゲーム一転知らずに近親相姦 スカート巾着で娘の裸 当ててみて!ゲーム 3 巻き上がったスカートで顔は隠しておっぱい、オマ○コ丸出し状態! 見て、触って、ハメて、父親は自分の娘がわかるかな!?（2月2日、ROCKET）共演:河北はるな、生駒はるな ほか
- ゲスの極み映像 41人目（2月17日、フルセイル）
- 可愛い顔してデカ尻!!（3月1日、MARRION）
- トレーニングの毎日で性欲を持て余したムチムチ巨乳尻アスリートに汗臭い男たちの舌を絡ませ、濃厚こってりザーメンぶっかけベロちゅうSEX（3月10日、クリスタル映像）
- もしも爆乳マッサージ師にセンズリを見せつけたら!? VOL.3 個室マッサージ店で行われている裏事情!（3月10日、UMANAMI）他出演:若槻みづな、甘良しずく、眞実かなえ、成宮はるあ
- レズビアン・カオス（3月19日、ドグマ）共演：跡美しゅり
- ノーブラで僕を誘惑する隣に引っ越してきたエッチな巨乳奥さん（4月6日、グローリークエスト）
- ウツ勃起!うちの巨乳妻を寝取ってください… NTR混浴温泉編（4月6日、ROCKET）他出演：かなで自由、有坂つばさ、若菜まゆ
- 爆撃!おっぱいLABO 巨乳不感症娘を撃破せよ!!（4月19日、ドグマ）
- 爆乳ハミ乳競泳水着 りこ G-cup（5月5日、クリスタル映像/e-kiss）
- くやじぃ…!でも…感じちゃう! 人妻オマ○コおっぴろげ土下座謝罪（5月25日、ビッグモーカル）他出演：篠田ゆう、本多由奈
- W INFERNO- ダブルインフェルノ- 03（5月26日、MAD）共演：羽生ありさ
- 真面目で堅物なP○A会長が生徒にやさしく童貞筆おろし（6月1日、アイエナジー）他出演：森はるら、早野いちか、若槻みづな
- 昭和女のエレジー 全裸羞恥!悶え泣く女子挺身隊、官能の極みに落ちる1945（6月1日、ヒビノ）共演:長澤ルナ、桜川かなこ
- 「何発だってできるんだから!」童貞に悩む息子が義母に悩みを相談!豊満すぎるデカ乳に我慢できなくなった息子は父が居るにもかかわらず強制生挿入!逃げる母親を抑えつけ家中どこでもハメまくる!早漏過ぎる息子は絶倫すぎてキンタマスッカラカンになるまで死ぬはど強制中出し! 2（7月14日、V&R PRODUCE）他出演：波多野結衣、北川エリカ、保坂えり

2018年
- アナルフィスト＆フットファック ～男がアナルで感じる快楽・ドライオーガズム～（9月19日、M男パラダイス）他出演：藤川れいな、今井ゆあ、黒木いくみ、百合川さら

### イメージDVD
- 初裸 90（2016年3月17日、REbecca）